# Pottore
Pottore è una suddivisione dell'India, classificata come census town, di 8.210 abitanti, situata nel distretto di Thrissur, nello stato federato del Kerala. In base al numero di abitanti la città rientra nella classe V (da 5.000 a 9.999 persone).

## Geografia fisica
La città è situata a 10° 34' 29 N e 76° 11' 49 E.

## Società

### Evoluzione demografica
Al censimento del 2001 la popolazione di Pottore assommava a 8.210 persone, delle quali 4.023 maschi e 4.187 femmine. I bambini di età inferiore o uguale ai sei anni assommavano a 835, dei quali 425 maschi e 410 femmine. Infine, coloro che erano in grado di saper almeno leggere e scrivere erano 6.964, dei quali 3.440 maschi e 3.524 femmine.